# Lente ocular
A lente ocular é a parte de qualquer equipamento de observação óptica directa (telescópio, microscópio, binóculo, lupa binocular) que se destina à aplicação directa (com contacto ou proximidade extrema) de um ou de ambos os olhos do observador. A lente ocular tem um diâmetro menor que o da Lente Objetiva, ela forma uma imagem virtual, maior e invertida com relação ao objeto.

## Galeria

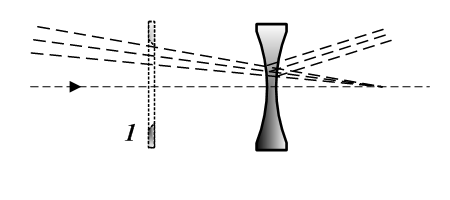
Galilean eyepiece
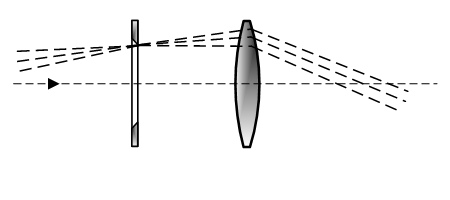
Kepler eyepiece
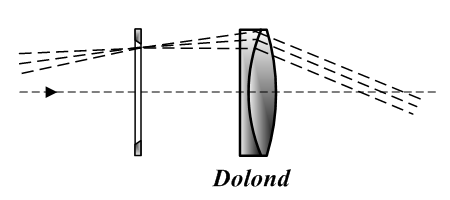
Dolond eyepiece
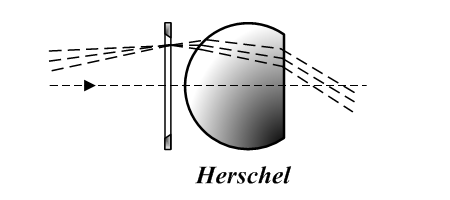
Herschel eyepiece
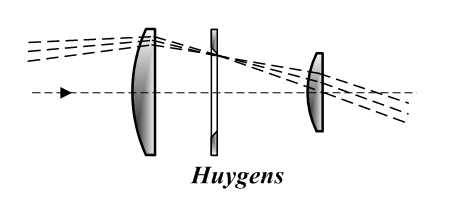
Huygens eyepiece
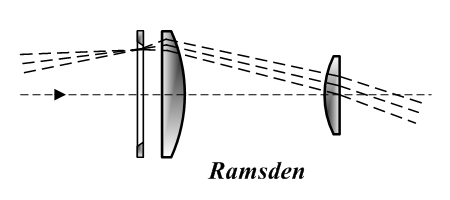
Ramsden eyepiece
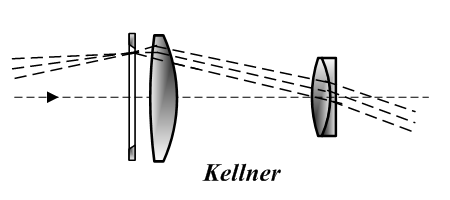
Kellner eyepiece
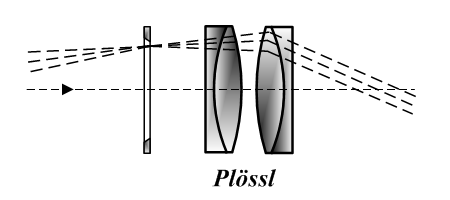
Plössl eyepiece
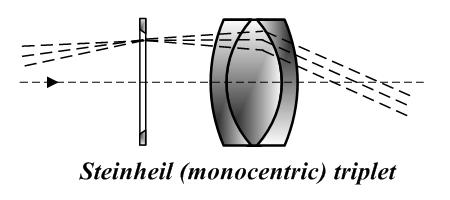
Steinheil eyepiece
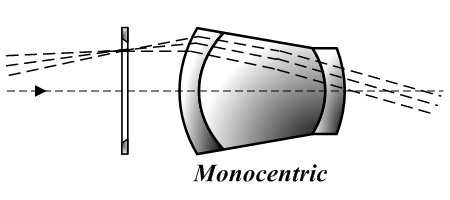
Monocentric eyepiece
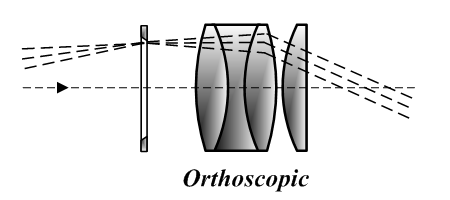
Orthoscopic  eyepiece
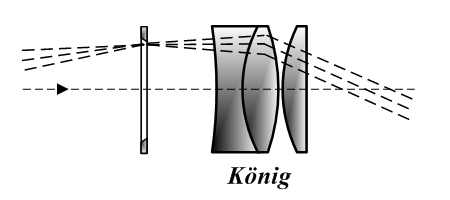
König eyepiece
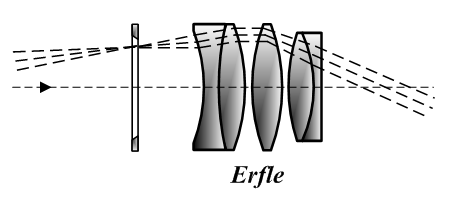
Erfle eyepiece
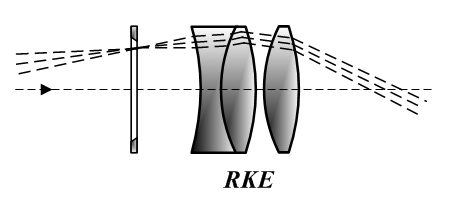
RKE eyepiece
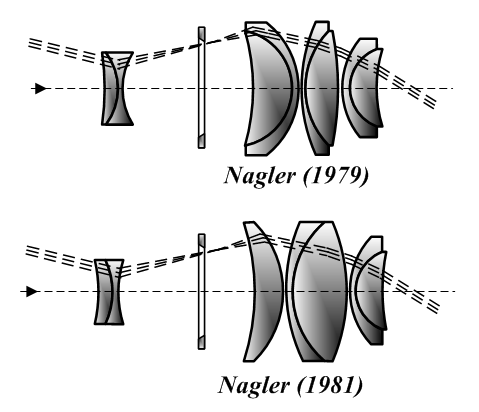
Nagler eyepiece
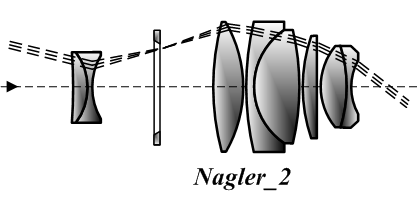
Nagler eyepiece